# 7月ペガスス座流星群
7月ペガスス座流星群（英語: July Pegasids）は、7月7日から7月13日に見られる流星群である。小さい流星群で、ピークは7月9日にあり、時間あたりの出現流星数(ZHR)は3個である。速度は 70 km/sである。 
放射点はペガスス座のα星の西側5度のところである。母天体はC/1979Y1 ブラッドフィールド彗星である。